# La Salvetat-Saint-Gilles
 La Salvetat-Saint-Gilles  là một xã thuộc tỉnh Haute-Garonne trong vùng Occitanie tây nam nước Pháp. Xã này nằm ở khu vực có độ cao trung bình 168 mét trên mực nước biển.